# Crank! Records
"Crank! Records (a record company)" es un sello discográfico situado en Santa Mónica, California, fundado en septiembre de 1994 por Jeff Matlow. La primera banda en firmar con Crank! fue "Vitreolus Humor" y lanzó su primer 7" con el mismo nombre. Se rumorea que el sello discográfico habría desaparecido a mediados del 2008, ya que no ha habido lanzamientos por parte de la misma discográfica. Sin embargo, pese a esto, la discográfica sigue estando inscrita como activa.

## Bandas Correspondientes
- Acrobat Down
- Boys Life
- Cursive
- Errortype:11
- Far Apart
- Fireside
- The Get Set
- The Gloria Record
- The Icarus Line
- Jupither
- Last Days of April
- Mineral
- Neva Dinova
- Onelinedrawing
- The Regrets
- Sunday's Best
- The Vehicle Birth
- Uni-V
- Uncrush
- Vitreous Humor